# Norwegian Bliss
El Norwegian Bliss es un crucero de Norwegian Cruise Line, que entró en servicio el 21 de abril de 2018. El barco fue construido por Meyer Werft en Papenburg, Alemania. El barco tenía programado su debut en Alaska, Estados Unidos, en junio de 2018, y está diseñado para mejorar la eficiencia energética para cumplir con las regulaciones ambientales de Alaska.

## Historia

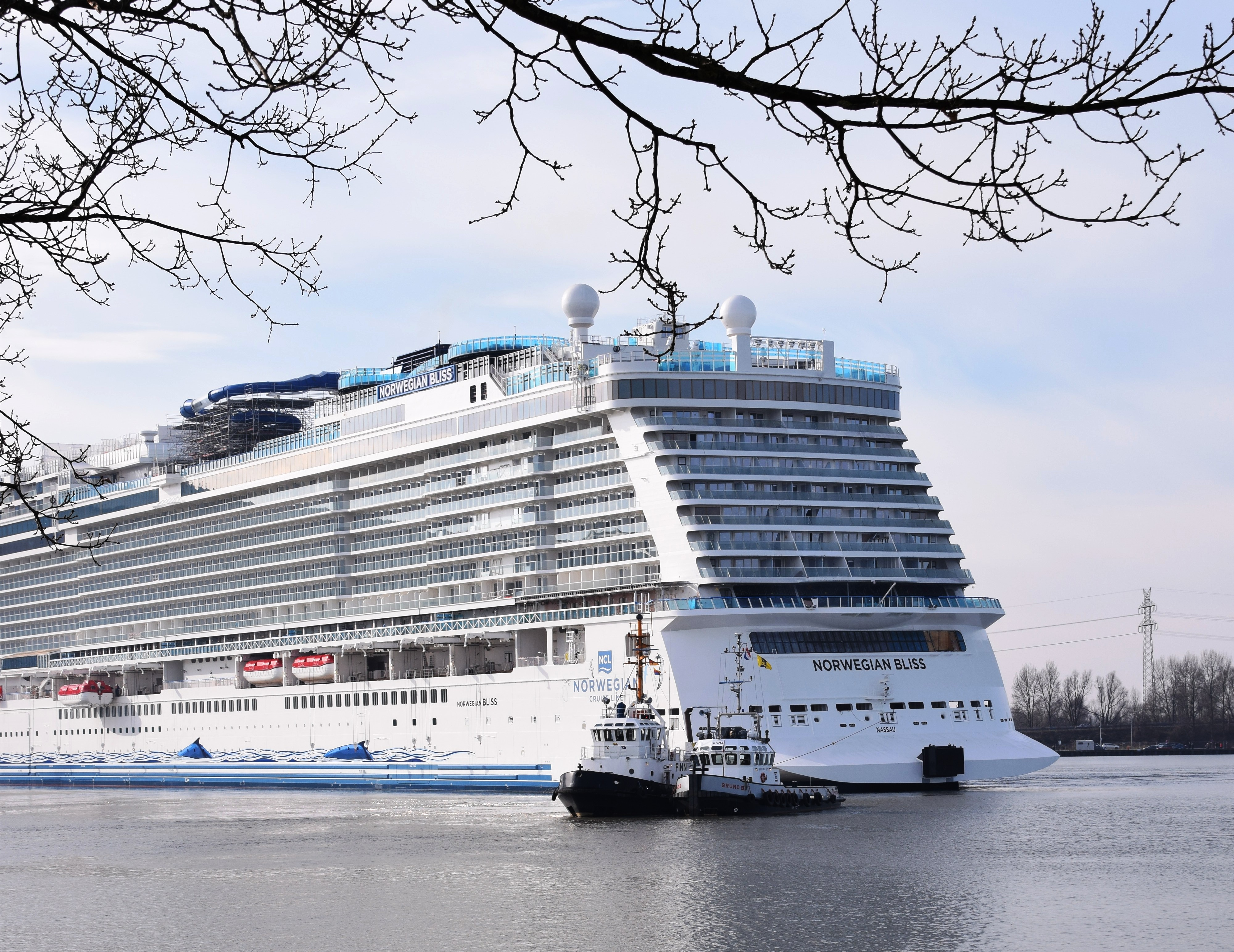
Norwegian Bliss en el 18 de febrero de 2018

Norwegian Cruise Line realizó un pedido de un tercer crucero Breakaway Plus en julio de 2014. La construcción comenzó con el corte de acero el 28 de octubre de 2016. El Norwegian Bliss es el barco hermano de Norwegian Escape, Norwegian Joy y Norwegian Encore.
El 29 de noviembre de 2017, la personalidad digital y de radio sindicada a nivel nacional Elvis Duran fue anunciada como su patrocinador. Duran presenta el programa de radio matutino Elvis Duran y el programa matutino. En el aire, Durán también hizo todo el programa matutino (junto con él mismo) "padrinos" del barco. Duran es el tercer padrino de cualquier barco noruego, solo detrás de Pitbull y Wang Leehom , que patrocinaron los barcos gemelos Norwegian Escape y Norwegian Joy.
El flotador del Norwegian Bliss fue el 17 de febrero de 2018. El barco fue remolcado desde el muelle del edificio y el amarre en el muelle de equipamiento para obtener su embudo.
El barco fue entregado a NCL el 21 de abril de 2018 cuando el CEO de NCL, Andy Stuart, firmó los documentos del barco donde Norwegian Cruise Lines Holdings Limited tomó posesión del barco y comenzó su viaje inaugural más tarde ese mismo día. Llegó a América del Norte, acercándose a Nueva York en las horas nocturnas del 3 de mayo de 2018. Al día siguiente, tuvo lugar una transmisión remota de Elvis Duran y su programa matutino. Mientras navegaba a Seattle, Washington desde Nueva York, el Norwegian Bliss atravesó el Canal de Panamá y se convirtió en el crucero más grande en transitarlo. El barco llegó a Seattle el 30 de mayo de 2018 y fue bautizado oficialmente ese mismo día.

## Diseño

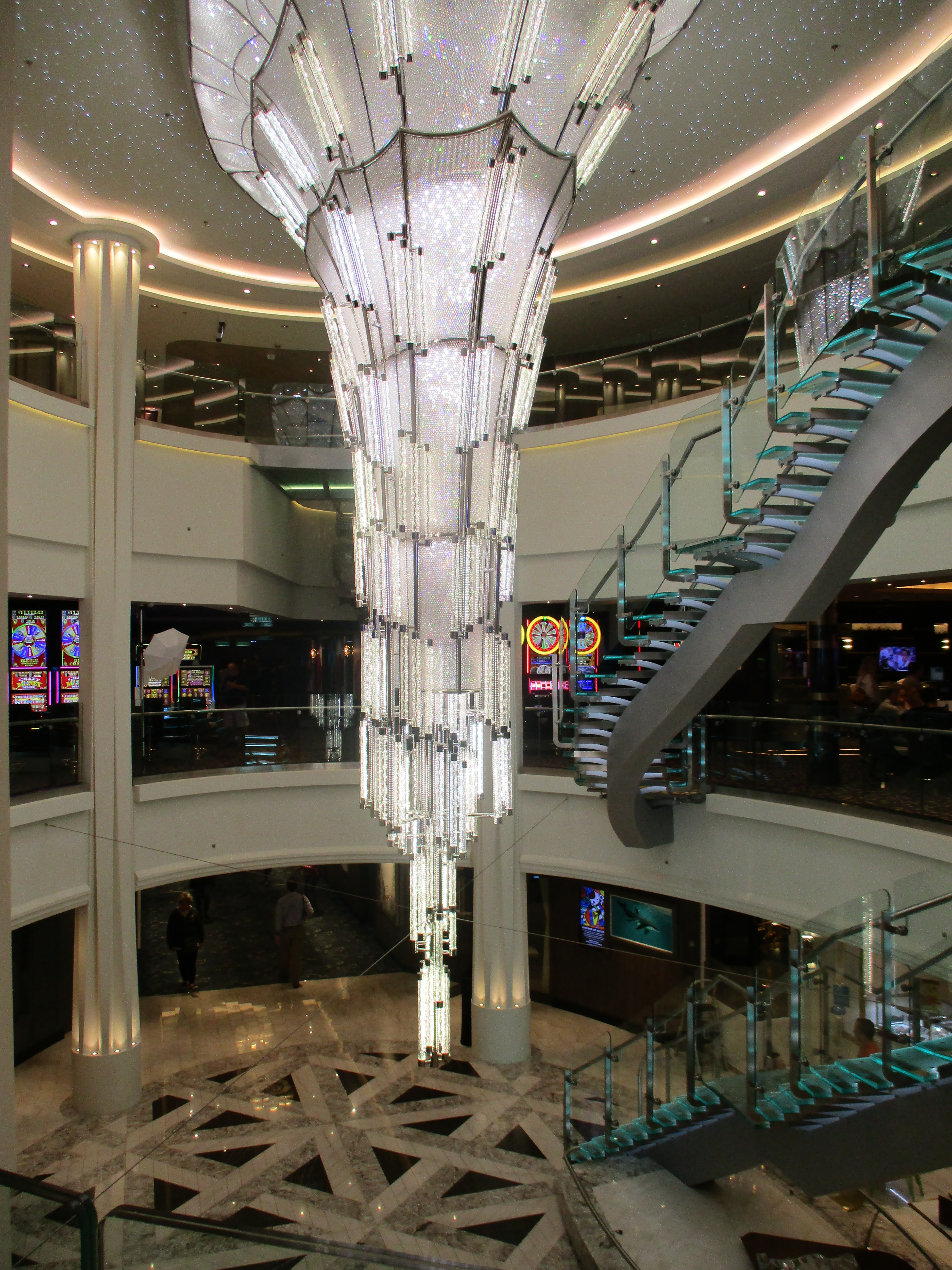
Interior del Norwegian Bliss

Norwegian Bliss tiene una longitud total de 333,5 m (1094 ft 2 in), moldeado haz de 41,50 m (136 pies 2 pulg), y la máxima proyecto de 9,00 m (29 ft 6 in). El barco tiene un arqueo bruto de 168.028  GT y un peso muerto de 11.700  DWT. El Norwegian Bliss tiene 20 cubiertas y 2220 camarotes, y puede transportar 4 000 pasajeros.
El arte del casco del Norwegian Bliss fue diseñado por el artista de vida marina Robert Wyland . Wyland es conocido por sus murales "Whaling Wall", en los que pintó ballenas de tamaño natural en 100 edificios en todo el mundo.
El Norwegian Bliss zarpó en su crucero inaugural el 21 de abril de 2018. El Norwegian Bliss zarpó en cruceros por la Riviera Mexicana desde Los Ángeles, California y cruceros desde Miami, Florida para su temporada de invierno / primavera 2018. Para su temporada de invierno 2019-2020, el Norwegian Bliss zarpó de Manhattan, Nueva York, reemplazando a su barco hermano, el Norwegian Escape, que regresó a Miami. Norwegian Bliss navegará a las Bahamas y el este de Florida, así como cruceros más largos al Caribe, antes de reposicionarse en Seattle para reanudar la navegación por Alaska en el verano de 2020.
Norwegian Bliss tiene cinco motores principales con una potencia de salida total de 102,900 caballos de fuerza (76,700  kW ). El buque tiene dos MAN B&W 14V48 / 60CR, cada uno con una potencia de 22.520 hp (16.790 kW) y tres MAN B&W 12V48 / 60CR, cada uno con una potencia de 19.300 hp (14.400 kW). El sistema de propulsión son dos unidades ABB Azipod XO con una potencia total de 40 MW, lo que permite una velocidad de servicio de 22,5 nudos (41,7 km / h; 25,9 mph), mientras que la velocidad máxima durante las pruebas supera los 25,0 nudos (46,3 km / h; 28,8 mph). [cita requerida] Los motores están equipados con depuradores y sistemas de recuperación de calor para mejorar la eficiencia energética.

## Servicios del barco
El Norwegian Bliss tiene varias zonas de comedor y bares temáticos. El musical nominado al premio Olivier, el musical ganador de los premios Six y Tony, los Jersey Boys juegan actualmente en el repertorio del barco. Tanto el Bliss como el Encore tienen una pista de karts eléctricos.

### Ruta
Después del bautizo, navegó en cruceros por Alaska y la primera salida tuvo lugar el 2 de junio de 2018, luego en Nueva York. El 24 de octubre de 2018, en un crucero desviado de la península de Baja (originalmente Rivera mexicana), visitó San Diego por primera vez. Al atracar, se convirtió en el barco más grande en atracar en las instalaciones del puerto en términos de capacidad y longitud de pasajeros, reemplazando el atraque de 2013 del Celebrity Solstice . [27] El barco comenzó a navegar en noviembre de 2018 desde Miami.

## Incidentes

### Pandemia de coronavirus
El 18 de marzo de 2020, se informó que Norwegian Cruise Line había enviado una carta a los pasajeros que habían reservado un crucero en el Norwegian Bliss que "un niño de 2 años que viajó a bordo del barco el 1 de marzo de 2020 en el viaje del Norwegian Bliss dio positivo por COVID-19. Aunque los pasajeros que recibieron esa carta declararon que querían reprogramar, Norwegian Cruise Line se negó a cumplir con sus solicitudes. Como resultado, algunas personas que decidieron no embarcarse en el crucero perdieron miles de dólares, mientras que otros que optaron por arriesgarse a la infección al unirse al crucero terminaron mostrando síntomas de la enfermedad durante el crucero.